# Центр КАРТА
«Центр КАРТА» (пол. Ośrodek KARTA) або «Фундація Центру КАРТА» (пол. Fundacja Ośrodka KARTA) — польська неурядова громадська організація, метою якої є документування та популяризація новітньої історії Польщі та історії Східної Європи, а також зміцнення толерантності та демократії.

## Історія
«КАРТА» була заснована у 1982 році у Варшаві під час воєнного стану в Польщі як нелегальна підпільна газета під назвою «Карта», що зосереджувалася на політичних коментарях (19 випусків), яка через кілька місяців перетворилася на незалежний альманах, що представляв ставлення людей до диктатури (сім випусків). У 1987 році редакція «Карти» ініціювала заснування незалежного Східного архіву — громадського руху, який документував приховане і спотворене «східне» минуле (за рік майже 200 осіб об'єдналися у 12 філіалах по всій Польщі). З 1990 року Фундація «Східний архів» та «Центр КАРТА» тісно співпрацювали між собою. У 1991 році було засновано «Центр КАРТА», який об'єднав усі філії обох фондів. У 1992 році «Центр КАРТА» розпочав свою міжнародну діяльність «Тижнем совісті в Польщі», зустріччю у Варшаві з 54 членами Товариства «Меморіал» (Росія, Україна). У 1996 році відбулося злиття двох фондів. Метою нової Фундації «Центр КАРТА» було «просування і зміцнення толерантності та демократії». У 1996 році відбувся фінал першого конкурсу для старшокласників, так званої «Історії під рукою».
«Фундація ЦентруКАРТА» є видавцем книг і журналів, організовує численні виставки та освітні заходи, а також діє як архів для зберігання документів. У 2001 році «Центр КАРТА» став співзасновником EUSTORY, європейської мережі організаторів історичних конкурсів у Європі, а також бере участь у літніх школах, осінніх академіях та Генеральних асамблеях. У 2005 році КАРТА ініціювала створення Будинку спіткань з історією у Варшаві з постійною мультимедійною виставкою «Обличчя тоталітаризму», в тому ж році було запущено сайт «Вчимося з історії». Це центр популяризації історії XX століття, місце освітньої діяльності та формування громадської думки у Варшаві, Польщі та на міжнародному рівні. З березня 2006 року Будинок історичних зустрічей є установою культури місцевого самоврядування.

## Нагороди
- 1990 — Нагорода Асоціації польських журналістів — за новий спосіб написання про сучасну історію
- 2001 — Грамота міністра закордонних справ Польщі за популяризацію Польщі за кордоном
- 2001 — Нагорода Святого Георгія — газета «Тиґоднік Повчехний» — за кампанію проти спотворення пам'яті
- 2002 — Літературна премія імені Єжи Ґедройця газети «Жечпосполіта»
- 2002 — Гран-прі в номінації «Pro Publico Bono» за найкращу громадську ініціативу в Польщі
- 2005 — Нагорода Управління у справах ветеранів війни та жертв гноблення
- 2008 — Нагорода Memoria Iustorum за підтримку польсько-українського діалогу
- 2008 — Нагорода в номінації «Pro Publico Bono» за підтримку громадянського суспільства в Польщі
- 2009 — Гран-прі в номінації «Pro Publico Bono» за найкращу громадську ініціативу за останні 20 років незалежної Польщі[5]